# Прогресул
Прогресул (рум. Progresul) — село у повіті Ботошані в Румунії. Адміністративно підпорядковане місту Дорохой.
Село розташоване на відстані 397 км на північ від Бухареста, 32 км на північний захід від Ботошань, 126 км на північний захід від Ясс.

## Населення
За даними перепису населення 2002 року у селі проживала 281 особа, усі — румуни. Усі жителі села рідною мовою назвали румунську.